# Il mercante di illusioni
Il mercante di illusioni (Upperworld) è un film statunitense del 1934 diretto da Roy Del Ruth.

## Trama
Il ricco industriale Alexander Stream pur amando la moglie Hettie, cede al fascino della giovane Lilly che in seguito, d'accordo con il suo manager Lou decide di ricattarlo.
Alex ha un duro scontro con i due e finisce per ucciderli entrambi e subito dopo l'uomo viene arrestato. Hettie decide di partire per l'Europa subito dopo la lettura del verdetto e Alexander le confessa di essere caduto tra le braccia della ragazza solo perché a casa di sentiva trascurato da lei, più attenta alla vita sociale che a quella familiare.
L'uomo viene assolto e può partire assieme alla moglie per una seconda luna di miele in Europa.